# Boymerang
Boymerang est le nom sous lequel un album et quelques maxis de drum and bass furent produits par Graham Sutton, leader du groupe post-rock Bark Psychosis.

## Discographie
- Album
  - Balance of the Force
- Maxis
  - Boymerang
  - Pro Active
  - Rules
  - Still
  - Soul Beat Runna